# イオニア方言
イオニア方言（イオニアほうげん、古代ギリシア語: Ἰωνικὴ διάλεκτος、古代ギリシア語ラテン翻字: Iōnikḕ diálektos、英: Ionian Greek）は、古代ギリシア語の方言群。イオニア地方を中心とする諸地域で古典期まで使われた。アッティカ方言と合わせて「イオニア・アッティカ方言」（英: Ionic-Attic）ともいう。

## 概要
- 紀元前11世紀頃のドーリア人侵入期にギリシア本島から伝播。
- 紀元前5世紀のギリシア暗黒時代終焉期までには、キオスやサモスなどの小アジア中央部西岸（イオニア地方）をはじめ、エーゲ海中央部の島々、アテナイ北方に位置するエウボイア島（エヴィア島）で使用。その後、イオニア人の植民により、エーゲ海北部、黒海地域、西地中海地域に広がる。

- 紀元前600年頃、古イオニア方言が、新イオニア方言に移行したと推測される。
  - 古イオニア方言（英: Old Ionic, Old Ionian) 
    - ホメロスの著作（『イリアス』、『オデュッセイア』、『ホメロス讃歌』）やヘシオドスの著作は　ホメロスの言語（英語版）（英: Homeric Greek）、または叙事詩の言語（英: Epic Greek）と呼ばれる、主に古イオニア語と、若干のイオニア方言の伝播言語を使用。アルキロコスは古イオニア語を使用。

  - 新イオニア方言（英: New Ionic, New Ionian）
    - アナクレオン、テオグニス、ヒポクラテス、アレタイオス（英語版）、アッリアノス、ロウキアノスらが使用。
- ホメロス、ヘロドトスが著作で使用したことと、アテナイで使用されていたアッティカ方言との親用性で一般に普及。
- 紀元前403年、ミレトスで使用されており、後に標準のギリシア文字となるイオニア文字が、それまで使用されていたアッティカ文字に置き換えられる。
- イオニア文字は、使徒行伝、福音書に使用。